# Сывъёль
Сывъёль (устар. Сыл-Ёль) — река в России, протекает в Республики Коми по территории округа Вуктыл.

## География
Устье реки находится в 18 км по левому берегу реки Ыджыдъёль. Длина реки составляет 10 км.

## Данные водного реестра
По данным государственного водного реестра России, относится к Двинско-Печорскому бассейновому округу, водохозяйственный участок реки — Печора от водомерного поста у посёлка Шердино до впадения реки Уса, речной подбассейн реки — бассейны притоков Печоры до впадения Усы. Речной бассейн реки — Печора.
Код объекта в государственном водном реестре — 03050100212103000061746.